# Kauri-Wurzelfäule

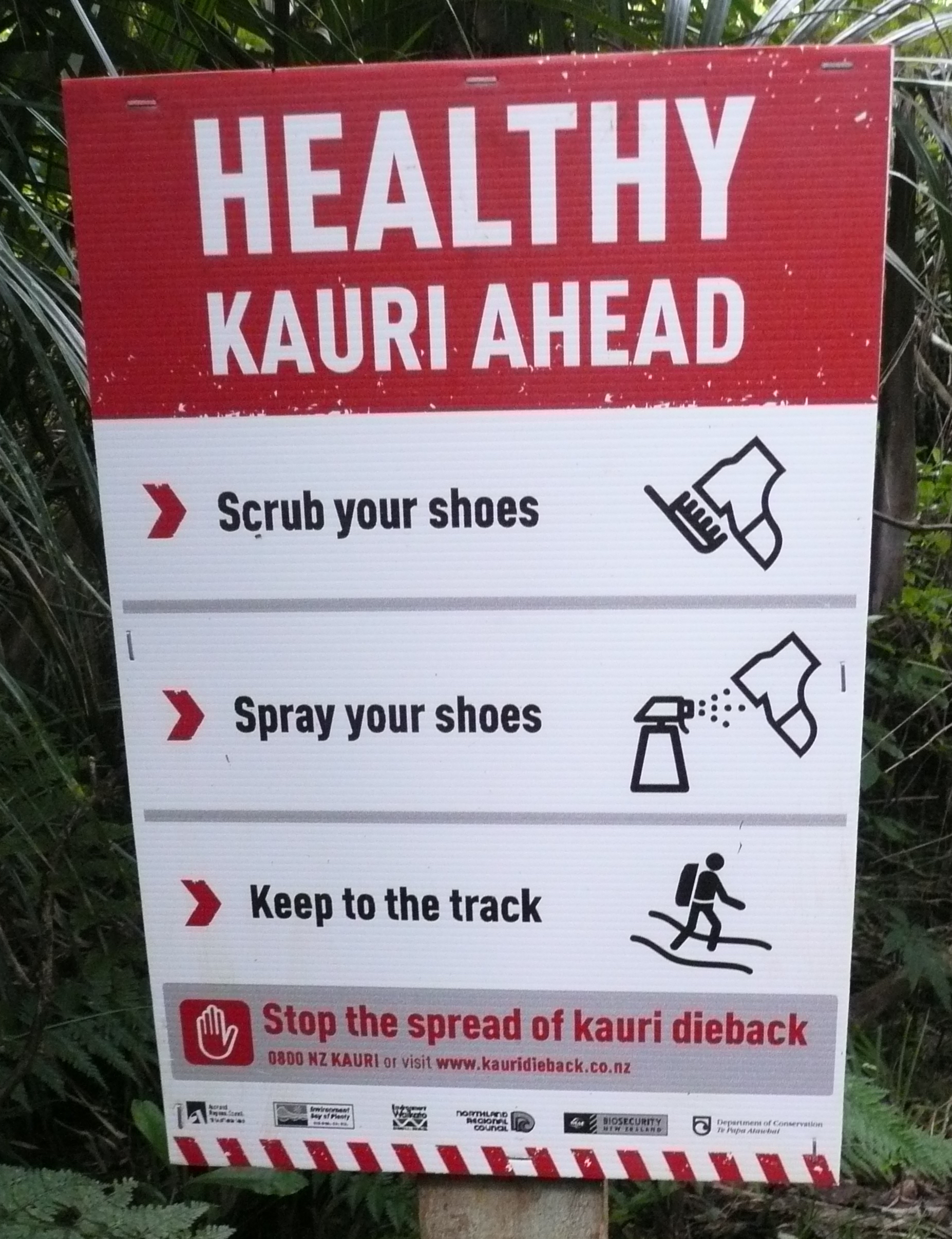
Ein Warnschild in Waitākere Ranges

Die Kauri-Wurzelfäule oder das Kauri-Absterben ist eine Waldkrankheit der in Neuseeland heimischen Kauri-Bäume (Agathis australis), die durch den Eipilz Phytophthora agathidicida verursacht wird. Zu den Symptomen können Wurzelfäule und damit verbundene Fäule in einem Kragen um den Stamm des Baumes, austretendes Harz, Gelbfärbung und Chlorose der Blätter, gefolgt von ausgedehntem Blattverlust, und schließlich der Tod gehören.

## Etymologie
Phytophthora (aus dem Griechischen φυτόν (phytón), „Pflanze“ und φθορά (phthorá), „Zerstörung“; „der Pflanzenzerstörer“) ist eine Gattung pflanzenschädigender Oomyceten (Wasserschimmelpilze), deren Arten enorme wirtschaftliche Verluste an Nutzpflanzen weltweit sowie Umweltschäden in natürlichen Ökosystemen verursachen können.
Der Artname ‚agathidicida‘ bedeutet „Kauri-Killer“, abgeleitet vom Genitivnomen agathid- (bedeutet „der Kauri-Gattung Agathis zugehörig“) und dem lateinischen Suffix -cide (vom Verb cadere, töten).

## Krankheit
Zu den Symptomen des Kauri-Absterben gehören Wurzelfäule sowohl der feinen Ernährungswurzeln als auch der größeren strukturellen Wurzeln; eine Kragenfäule, die zur Harzproduktion („Gummosis“) am Kragen und im unteren Stammabschnitt führt; schwere Chlorose und Entlaubung des Kronendachs; und ein allgemeiner Rückgang der Baumkrone. Eine Infektion durch Kauri-Dieback kann Sämlinge und Bäume jeden Alters schnell töten. Bäume aller Größenklassen sterben in natürlichen Waldbeständen, Ziergärten und Parkbäumen sowie in Kauri-Plantagen.

## Identifikation
Phytophthora agathidicida wurde erstmals 1972 von Peter Gadgil auf Great Barrier Island entdeckt und zunächst anhand von Präparaten als ein anderer Organismus, Phytophthora heveae, identifiziert. Phytophthora in Kauri-Bäumen auf dem neuseeländischen Festland wurde ebenfalls als Ursache für das Absterben in den Waitakere Ranges identifiziert und mit Phytophthora cinnamomi in Verbindung gebracht.

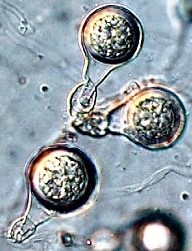
P. agathidicida Oosporen

Im März 2006 bemerkte der Entomologe Peter Maddison eine deutlich unterschiedliche Infektion an ausgewachsenen Kauri-Bäumen in den Waitākere Ranges. Die Pflanzenpathologen Ross Beever und Nick Waipara erkannten dies als eine eigenständige Phytophthora-Art und sie wurde als Phytophthora 'Taxon Agathis' (abgekürzt PTA) benannt. Sie erhielt 2015 offiziell den Namen Phytophthora agathidicida.
Phytophthora agathidicida ist eine Art innerhalb der Gruppe von Phytophthora, die als „Klade 5“ bezeichnet wird, die durch ITS DNA Sequenzen definiert ist. Innerhalb von Klade 5 kann P. agathidicida durch Unterschiede in der DNA-Sequenz und Oosporen, die eine mäßig unebene Oberfläche aufweisen, von anderen Arten unterschieden werden. In reinen Agar-Kulturen liegt die optimale Wachstumstemperatur bei 21,5 °C.

## Geschichte der Ausbreitung
Es ist nicht bekannt, wann der Mikroorganismus in Neuseeland angekommen ist oder woher er stammt, aber das Zentrum der Vielfalt von Phytophthora Klade 5 wird vermutlich in der Region Ostasien / Pazifik liegen. Ein Medienbericht über eine unveröffentlichte Studie, die auf mitochondrialen Genomen von 17 Isolaten basiert, legte nahe, dass er möglicherweise seit Jahrhunderten in Neuseeland existiert und erst kürzlich zu einer Gefahr für Kauri geworden ist. Die 100%ige Mortalitätsrate und die Geschwindigkeit, mit der sich die Krankheit seit 2016 ausgebreitet hat, legen jedoch nahe, dass es sich um eine relativ neue Erscheinung handelt.
Eine weitere Studie verband infizierte Wälder mit Pflanzungen aus der Sweetwater-Baumschule im Waipoua Forest durch den New Zealand Forest Service in den 1950er Jahren. Der einzige Wald, der regelmäßig auf Kauri-Absterben mit einer wissenschaftlich peer-review Methodik überwacht wurde, sind die Waitākere Ranges. Zwischen 2011 und 2016 verdoppelte sich die Infektionsrate von Kauri-Bäumen in den Ranges von 8 % auf 19 %. In den Waitākeres weisen 58 % der großen Gebiete des Kauri-Ökosystems über 5 Hektar einen gewissen Infektionszustand auf. Eine unabhängige Überprüfung der Epidemiologie der Kauri-Studie ergab, dass „die Auckland-Daten nur von begrenztem Nutzen sind, wenn wir eine Analyse durchführen wollen, um Faktoren zu identifizieren, die mit dem Vorhandensein von PTA in Zusammenhang stehen“.

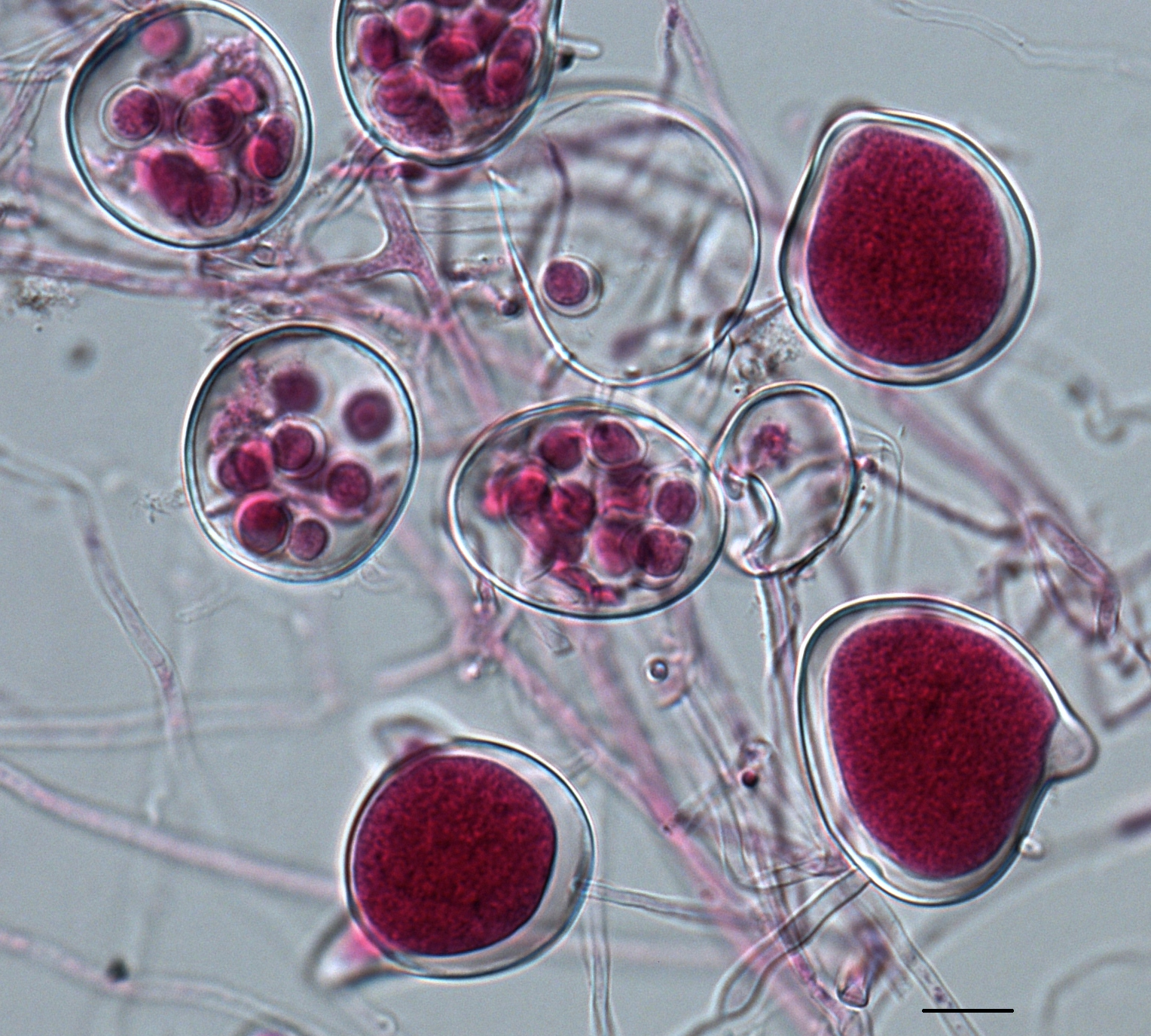
Phytophthora agathidicida-Sporangien und keimende Zoosporen

Die aktuelle Kenntnis der Pathogenverteilung basiert auf Bodenprobenahme, Geländeverifikation und Luftüberwachung, beschränkt sich jedoch in der Regel auf Kauri-Bestände, die Symptome zeigen und erfolgt auf grober Ebene. Bei der Luftüberwachung wurden bisher keine Multi- oder Hyperspektralbilder oder Änderungserkennung verwendet. Es ist unklar, inwieweit die Krankheitsausbreitung durch die Verbreitung des Erregers verursacht wird oder ob unbekannte Faktoren wie die Kauri-Resistenz oder der Einfluss von P. Agathidicida, die auf alternativen Wirten leben, die Ausbreitung beeinflusst haben.
| Datum            | Ereignis |
| ---------------- | --- |
| März 1972        | Zuerst isoliert auf Great Barrier Island                                                                                     |
| 1974             | Veröffentlichung, die diese Isolierung beschreibt und ursprünglich als P. heveae identifiziert wurde                         |
| März 2006        | Erstmals in den Waitākere Ranges gefunden                                                                                    |
| Juni 2006        | Erstmals als mögliche neue Art unter dem Tagnamen „Phytophthora taxon Agathis“ dokumentiert.                                 |
| 2008             | Gemäß Biosecurity Act 1993 als „unerwünschter Organismus“ deklariert                                                         |
| 2015             | Offizielle Veröffentlichung des Namens „Phytophthora agathidicida“                                                           |
| 2. Dezember 2017 | Te Kawerau ā Maki hat ein Rāhui (traditionelles Verbot) über den Waitākere Ranges-Wald verhängt.                             |
| 5. Dezember 2017 | Der Rat von Auckland beschloss, die Waitākere Ranges nicht zu schließen                                                      |
| 15. Februar 2018 | Der Umweltausschuss des neuseeländischen Parlaments fordert eine Unterrichtung über das Kauri-Sterben                        |
| 20. Februar 2018 | Der Rat von Auckland beschließt die Schließung der Waitākere Ranges                                                          |
| 18. März 2018    | DOC Schließt Goldie Bush aber öffnete es später im selben Jahr vorübergehend wieder. Ab 2022 blieb das Reservat geschlossen. |
| 1. Mai 2018      | MPI gibt Hinweise zu kontrollierten Gebieten für die Waitākere Ranges und Teile der Hunua Ranges heraus                      |
| 12. Mai 2018     | Rahui Schließt Okura Bush Scenic Reserve                                                                                     |
| Juni 2018        | Erhaltungszustand von Kauri als „bedrohte Art“ bekannt gegeben                                                               |
| 25. Juni 2018    | Die Regierung kündigt ein unabhängiges Gremium zur Überprüfung des Kauri-Absterbens an                                       |
| Juli 2018        | Gefunden in North Shore-Reservaten                                                                                           |
| August 2018      | Schließung aller Wald- und Vogelschutzgebiete, in denen es Kauri gibt                                                        |

## Übertragung

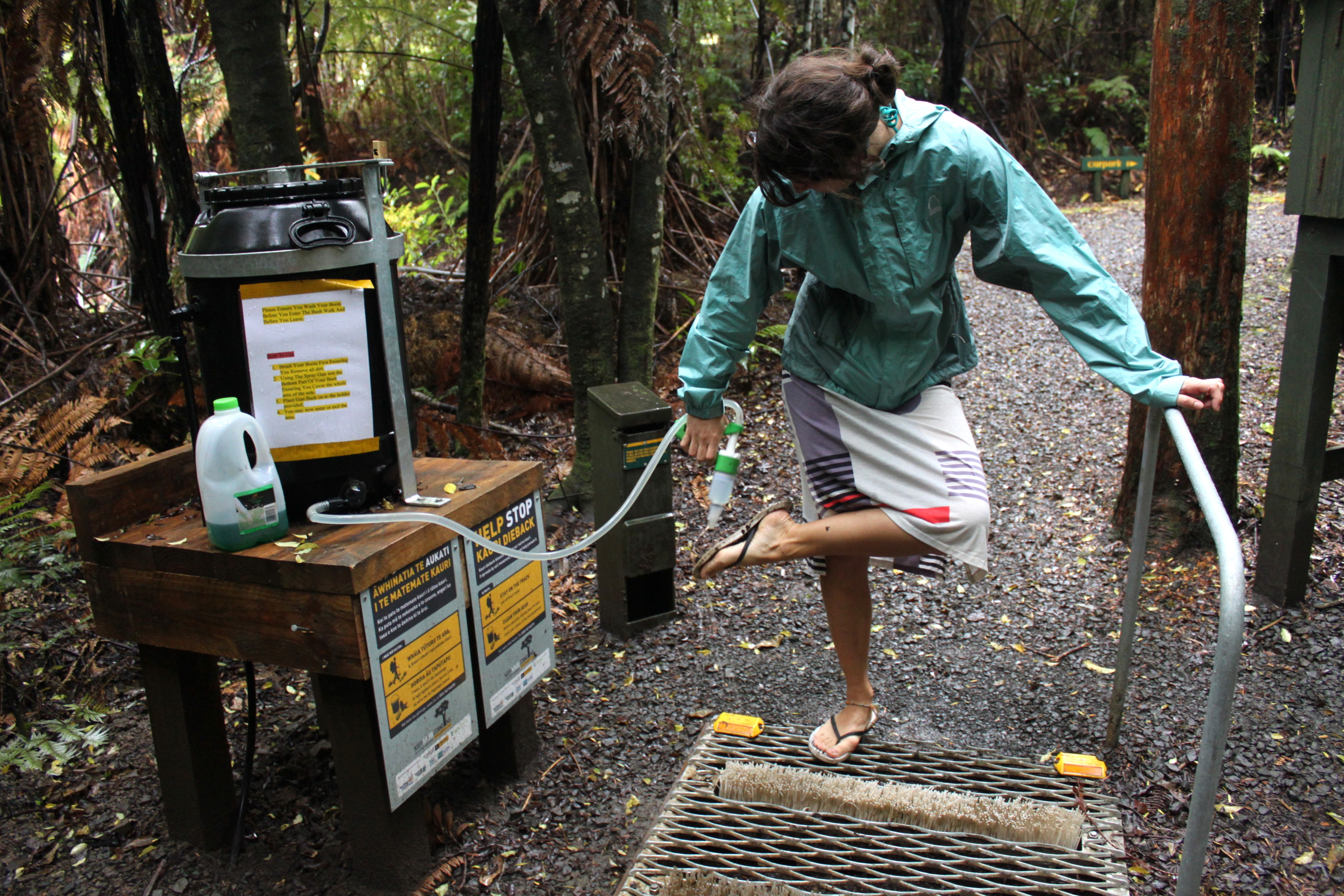
Schuh-Reinigungsstation im Trounson Kauri Park, um die Ausbreitung der Krankheit zu verhindern.

Die Krankheit wird ausschließlich durch den Boden übertragen und verbreitet sich meist in infizierten Böden, die von Baum zu Baum übertragen werden. P. agathidicida-Sporen können in stecknadelkopfgroßem Boden transportiert werden. Experten sind sich einig, dass der Hauptvektor für die Ausbreitung der Krankheit menschliche Aktivitäten sind. Dies lässt sich daran erkennen, dass 71 % der infizierten Bäume in den Waitākere Ranges weniger als 50 Meter von öffentlichen Wanderwegen entfernt sind.
Phytophthora-Zoosporen benötigen Wasser, um aus der Oosporie zu keimen, und können selbstständig durch durchnässte Böden wandern. P. cinnamomi-Zoosporen bleiben bis zu 10 Stunden mobil und können mit einer Geschwindigkeit von bis zu 58 Zentimetern pro Stunde schwimmen. Ihre Fortbewegungsrichtung ändert sich jedoch häufig, so dass sie sich beim Schwimmen nicht weiter als 6 cm fortbewegen. Folglich ist die Verbreitung von Phytophthora über große Entfernungen auf andere Transportarten angewiesen.
Wildschweine werden für die Ausbreitung des Kauri-Absterbens verantwortlich gemacht, da sie dazu neigen, an den Wurzeln von Kauri-Bäumen zu nagen und infizierte Erde auf ihren Schnauzen und Traben zu transportieren. Untersuchungen aus dem Jahr 2017 deuten darauf hin, dass der Transport infizierter Wurzeln über den Darm von Schweinen ein Überträger für die Ausbreitung der Krankheit sein könnte.
Während nur Kauri-Bäume nach einer Infektion die charakteristische Absterbekrankheit entwickeln, scheinen sieben andere einheimische Waldpflanzen Neuseelands als Wirte für den Erreger fungieren zu können, ohne selbst Symptome zu zeigen. Dazu gehören Dracophyllum, Tanekaha (Phyllocladus trichomanoides), Großer Mingimingi (Leucopogon fasciculatus), Rewarewa (Knightia excelsa) und Astelia trinervia. Es wird angenommen, dass die Gemeinschaft symbiotischer Mykorrhizapilze, die auf den Wurzeln gesunder Kauri-Bäume leben, dazu beitragen kann, diese vor einer Phytophthora-Infektion zu schützen.

## Krankheitsmanagement

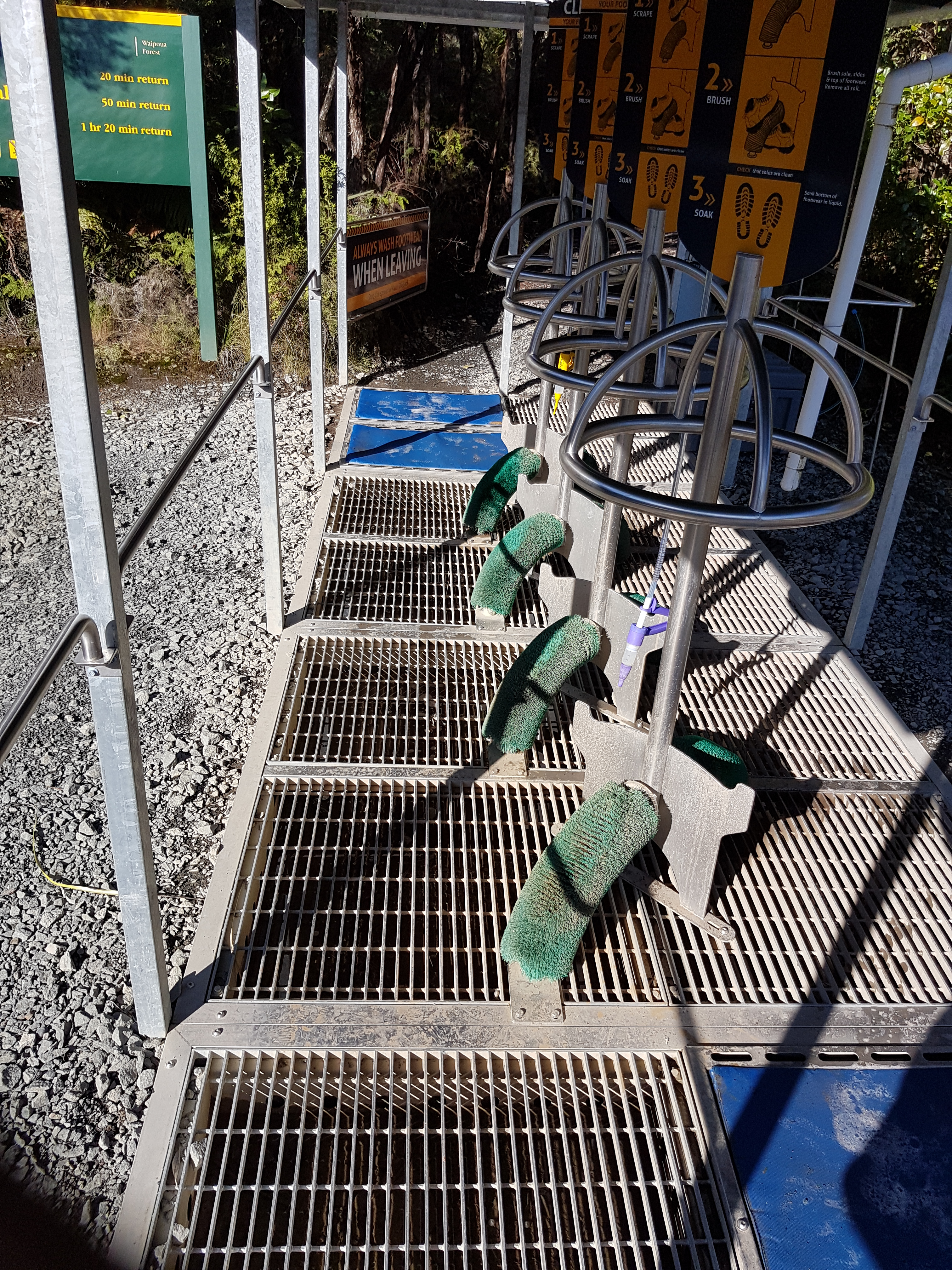
Kauri-Wurzelfäule Schuhputzstation, Waipoua Forest

Auckland Regional Council (ARC) begann im Oktober 2006 mit Krankheitsumfragen und Informationsworkshops. Im November 2008 wurde eine gemeinsame Agentur bestehend aus dem ARC, Northland Regional Council (NRC), Department of Conservation (DOC) und dem Ministry of Agriculture and Fisheries Biosecurity New Zealand (MAFBNZ) gegründet um gemeinsame Kommunikation zu entwickeln und Informationen auszutauschen.
Dieses wurde im November 2009 durch das National Kauri Dieback Management Programme ersetzt, das von MAFBNZ, DOC, ARC, NRC, Environment Waikato (EW), Environment Bay of Plenty (EBoP) und tangata whenua finanziert wird. Damit begann ein fünfjähriges nationales Programm zur Forschungs- und Wissenschaftsaufsicht, Überwachung, Bildung und Öffentlichkeitsarbeit. Im Jahr 2014 wurde diese um weitere 10 Jahre verlängert.

### Reinigungsstationen für Schuhe
Um die Ausbreitung der Krankheit zu verhindern, wurden an den Ein- und Ausgängen der Wanderwege Schuhwaschstationen eingerichtet. Diese Reinigungsstationen bieten Trigene-Waschmittelsprays (auch als Sterigene bekannt) und Schrubbbürsten oder Gitterroste. Die Effektivität und Einhaltung ist jedoch gering. Ein Bericht aus dem Jahr 2016 schätzte, dass 83 % der Nutzer der Wanderwege ihre Schuhe an den bereitgestellten Reinigungsstationen nicht reinigten.
DOC hat seitdem Untersuchungen zur Verbesserung des Designs dieser Reinigungsstationen durchgeführt, um herauszufinden, ob andere Designs eher zum Einsatz kommen. Einige verbesserte Designs wurden während der Hilary-Laufveranstaltung in den Waitakeres getestet und im Waipoua-Wald installiert.

### Schließung von Wäldern

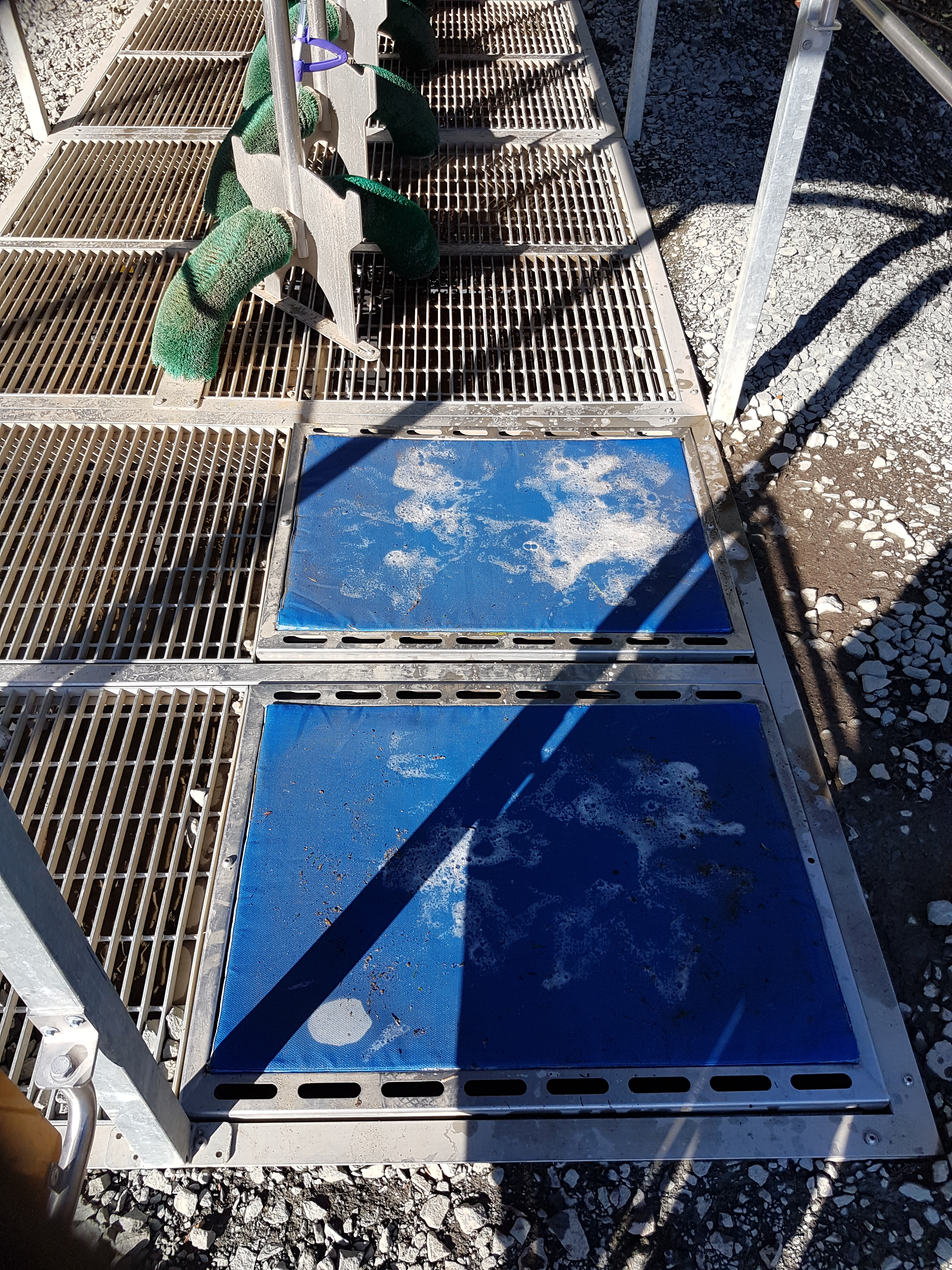
Kauri-Wurzelfäule Schuhputzstation, Waipoua Forest

Am 2. Dezember 2017 verhängte das örtliche Iwi Te Kawerau ā Maki ein inoffizielles Rāhui (traditionelles Verbot) über den Kauri-Wald, der weite Teile der Waitākere Ranges bedeckt, um die Ausbreitung des Kauri-Sterbens zu verlangsamen, aber anfangs wurde das Rāhui zumindest häufig von der Öffentlichkeit durchbrochen. Die Waitākere Ranges waren somit das einzige große Waldgebiet in der Nähe von West Auckland, das noch für die Öffentlichkeit zugänglich war. Am 20. Februar 2018 gab der Auckland Council bekannt, dass alle Waldgebiete der Waitākere Ranges für die Öffentlichkeit gesperrt würden, da das Rāhui nicht wirksam gewesen sei. Auch gefährdete Teile der Hunua Ranges südöstlich von Auckland sollten präventiv gesperrt werden, obwohl dort noch kein Kauri-Sterben zu verzeichnen war.

### Behandlung
Es wurde eine Reihe von Verbindungen identifiziert, die in vitro gegen den Erreger wirken, der für das Kauri-Sterben verantwortlich ist, darunter gängige Breitband-Antimykotika wie Kupfersulfat. Es gibt jedoch noch keine etablierte Behandlung für infizierte Bäume, da die Größe ausgewachsener Kauri-Bäume und die abgelegene Lage vieler infizierter Gebiete jede Behandlung zu einer Herausforderung machen. Derzeit laufen Versuche mit der Injektion von Phosphit in infizierte Kauri-Bäume, da dies eine etablierte Behandlung gegen Phytophthora cinnamomi bei Obstbäumen wie Avocados ist. Dr. Ian Horner von Plant & Food Research begann 2010 mit der Untersuchung der Wirksamkeit von Phosphit. Es hat sich gezeigt, dass Phosphit, das direkt in den Stamm betroffener Bäume injiziert wird, das Fortschreiten der Krankheit stoppt, die Saftblutung stoppt, das Wachstum neuer Rinde ermöglicht und die Lebensdauer des Baumes verlängert. Diese Behandlung ist bei Bäumen einer gleichmäßigen Größe wirksam, aber die Forschung wird fortgesetzt, um wirksame Dosierungen für Bäume unterschiedlicher Größen zu ermitteln. Eine Phosphitbehandlung kann gegen einzelne Kauri-Bäume wirksam sein, tötet den Phytophthora-Erreger im Boden jedoch nicht ab und ermöglicht so möglicherweise eine weitere Ausbreitung auf gesunde Bäume in der Nähe.

## Weiterführende Literatur
- Care for Kauri Guide. (2010). Auckland Regional Council